# Jibu (köpinghuvudort i Kina, Jiangxi Sheng, lat 26,02, long 115,16)
Jibu är en köpinghuvudort i Kina. Den ligger i provinsen Jiangxi, i den sydöstra delen av landet, omkring 300 kilometer söder om provinshuvudstaden Nanchang. Antalet invånare är 27 757. Befolkningen består av 13 800 kvinnor och 13 957 män. Barn under 15 år utgör 27,0 %, vuxna 15-64 år 63 %, och äldre över 65 år 9,0 %.
Runt Jibu är det tätbefolkat, med 257 invånare per kvadratkilometer. Närmaste större samhälle är Tiancun, 16,4 km norr om Jibu. I omgivningarna runt Jibu växer i huvudsak blandskog.
Genomsnittlig årsnederbörd är 1 887 millimeter. Den regnigaste månaden är maj, med i genomsnitt 333 mm nederbörd, och den torraste är oktober, med 17 mm nederbörd.